# هوهان مامیکونیان
هوهان مامیکونیان (ارمنی: Հովհան Մամիկոնյան؛ انگلیسی: John Mamikonean) تاریخ‌نگار و نجیب‌زاده ارمنی از خاندان مامیکونیان که در سده دهم میلادی می‌زیست. وی مؤلف «تاریخ تارون» (Patmutium Tarono) می‌باشد که دنباله کار زنون گلاک می‌باشد.